# Mundaú-lagune
De Mundaú-lagune (Portugees: Lagoa Mundaú) is een estuarium in het Noordoosten van Brazilië. Het ligt aan de westelijke kant tegen de stad Maceió aan.
De lagune wordt gevoed door de Mundaú. Het is de grootste en de noordelijkste van een rij van estuaria: Manguaba-lagune, de Roteiro-lagune en de Jequiá-lagune. De Mundaú-lagune wordt door verschillende stroompjes verbonden met de Manguaba-lagune en de Atlantische Oceaan. Hierdoor ontstaat een groot aantal kleine eilandjes.
In het meer bevindt zich een mangrovebos. Er zijn veel soorten vissen, krabben, garnalen en schelpdieren te vinden.
Behalve aan Maceió grenst de Mundaú-lagune ook aan de gemeenten Santa Luzia do Norte en Coqueiro Seco.